# 伊德龙
伊德龙（法語：Idron，法語發音：[idʁɔ̃]）是法国大西洋比利牛斯省的一个市镇，位于该省东部，属于波城区。

## 地理
伊德龙（43°17'20"N, 0°18'42"W）面积7.78 平方千米，位于法国新阿基坦大区大西洋比利牛斯省，该省份为法国东南部省份，涵盖了贝阿恩与北巴斯克，西临大西洋比斯開灣，北至朗德省，东北接热尔省，东临上比利牛斯省，南与西班牙接壤。
与伊德龙接壤的市镇（或旧市镇、城区）包括：阿雷西、比扎诺斯、莱村、梅永、莫尔拉斯、波城、桑代茨。

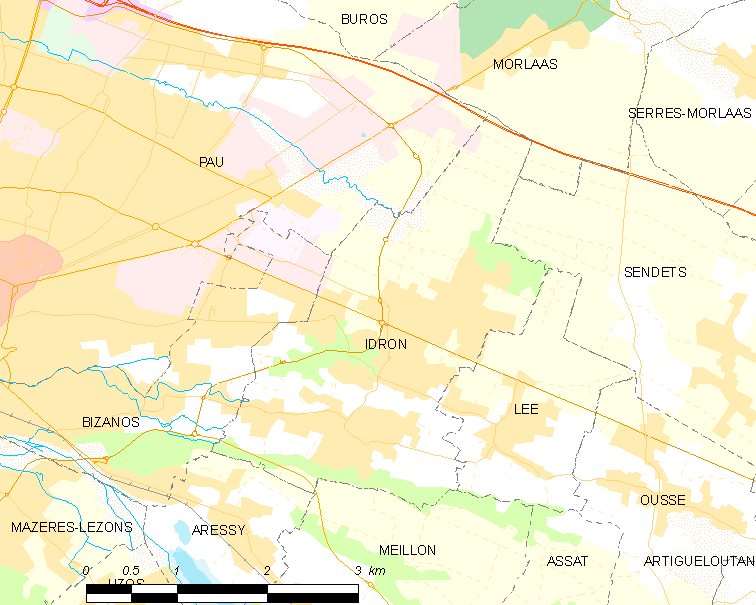
伊德龙的OSM定位图

伊德龙的时区为UTC+01:00、UTC+02:00（夏令时）。

## 行政
伊德龙的邮政编码为64320，INSEE市镇编码为64269。

## 政治
伊德龙所属的省级选区为波城第二县。

## 人口

1962-2008年间伊德龙人口变化图示

伊德龙于2022年1月1日时的人口数量为5134人。